# Jacob S. Worm-Müller
Jacob Stenersen Worm-Müller, född den 25 december 1884 i Kristiania, död där den 12 november 1963, var en norsk historiker, son till Jacob Worm-Müller.
Worm-Müller blev filosofie doktor 1919 (på avhandlingen Norge gjennem nødsaarene 1807-10) och samma år docent i historia vid universitetet i Kristiania. Han skrev även Christiania og krisen efter Napoleonskrigene (jubileumsskrift för Christiania sparebank) och sysslade senare jämte flera andra författare med utgivningen av "Den norske søfarts historie". Han var dessutom från 1926 redaktör av "Samtiden". Om händelserna 1905 samlade Worm-Müller ett betydligt källmaterial.
Worm-Müller var aktiv som norsk diplomat i Nationernas förbund 1927 och 1927 samt deltog vid San Francisco-konferensen 1945 då Förenta Nationerna grundades och var norsk FN-delegat 1946-1951. Under Andra världskriget gjorde han en insats som norsk talesman i USA och radiotalare i BBC:s norska sändningar.
Worm-Müller utnämndes 1951 till kommendör av Sankt Olavs Orden.